# Neobisium dolomiticum
Espèce
Neobisium dolomiticum est une espèce de pseudoscorpions de la famille des Neobisiidae.

## Distribution
Cette espèce se rencontre en Italie, en Autriche et Allemagne.

## Étymologie
Son nom d'espèce lui a été donné en référence au lieu de sa découverte, les Dolomites.

## Publication originale
- Beier, 1952 : Neue Pseudoscorpione von den Dolomiten. Studi Trentini di Scienze Naturali, vol. 29, no 1/2, p. 56-60.